# Jacek Kazimierski
Jacek Paweł Kazimierski (ur. 17 sierpnia 1959 w Warszawie) – polski piłkarz grający na pozycji bramkarza, trener piłkarski, reprezentant Polski.
Karierę rozpoczynał w Agrykoli Warszawa. Później był zawodnikiem Legii Warszawa, Olympiakosu Pireus i KAA Gent. Dwukrotnie zdobył Puchar Polski w latach 1980 i 1981, grając w Legii Warszawa. Wystąpił w 225 meczach ligi polskiej. Po zakończeniu kariery został trenerem bramkarzy.
W czerwcu 2007 roku został trenerem bramkarzy Wisły Kraków.

## Reprezentacja Polski
W reprezentacji Polski wystąpił 23 razy. Dwukrotnie uczestniczył w finałach mistrzostw świata (1982, 1986). 5 stycznia 2010 roku został trenerem bramkarzy w reprezentacji Polski.
| lp. | Data                 | Miejsce   | Przeciwnik     | Rezultat | Rozgrywki       | Grał   | Uwagi |
| --- | -------------------- | --------- | -------------- | -------- | --------------- | ------ | ----- |
| 1.  | 25 stycznia 1981     | Tokio     | Japonia        | 2-0      | towarzyski      | 90'    |       |
| 2.  | 30 stycznia 1981     | Nagoya    | Japonia        | 4-1      | towarzyski      | do 45' |       |
| 3.  | 1 lutego 1981        | Tokio     | Japonia        | 3-0      | towarzyski      | 90'    |       |
| 4.  | 25 marca 1981        | Bukareszt | Rumunia        | 0-2      | towarzyski      | 90'    |       |
| 5.  | 31 sierpnia 1982     | Paryż     | Francja        | 4-0      | towarzyski      | 90'    |       |
| 6.  | 8 września 1982      | Kuopio    | Finlandia      | 3-2      | elim. Euro 1984 | 90'    |       |
| 7.  | 10 października 1982 | Lizbona   | Portugalia     | 1-2      | elim. Euro 1984 | 90'    |       |
| 8.  | 29 sierpnia 1984     | Drammen   | Norwegia       | 1-1      | towarzyski      | 90'    |       |
| 9.  | 12 września 1984     | Helsinki  | Finlandia      | 2-0      | towarzyski      | 90'    |       |
| 10. | 26 września 1984     | Słupsk    | Turcja         | 2-0      | towarzyski      | 90'    |       |
| 11. | 17 października 1984 | Zabrze    | Grecja         | 3-1      | elim. MŚ 1986   | 90'    |       |
| 12. | 31 października 1984 | Mielec    | Albania        | 2-2      | elim. MŚ 1986   | 90'    |       |
| 13. | 8 grudnia 1984       | Pescara   | Włochy         | 0-2      | towarzyski      | 90'    |       |
| 14. | 5 lutego 1985        | Querétaro | Meksyk         | 0-5      | towarzyski      | do 72' |       |
| 15. | 14 lutego 1985       | Cali      | Kolumbia       | 0-1      | towarzyski      | 90'    |       |
| 16. | 17 kwietnia 1985     | Opole     | Finlandia      | 2-1      | towarzyski      | od 46' |       |
| 17. | 7 października 1986  | Bydgoszcz | Korea Północna | 2-2      | towarzyski      | od 46' |       |
| 18. | 15 października 1986 | Poznań    | Grecja         | 2-1      | elim. Euro 1988 | 90'    |       |
| 19. | 12 listopada 1986    | Warszawa  | Irlandia       | 1-0      | towarzyski      | do 45' |       |
| 20. | 19 listopada 1986    | Amsterdam | Holandia       | 0-0      | elim. Euro 1988 | 90'    |       |
| 21. | 24 marca 1987        | Wrocław   | Norwegia       | 4-1      | towarzyski      | do 45' |       |
| 22. | 12 kwietnia 1987     | Gdańsk    | Cypr           | 0-0      | elim. Euro 1988 | 90'    |       |
| 23. | 29 kwietnia 1987     | Ateny     | Grecja         | 0-1      | elim. Euro 1988 | 90'    |       |